# Nguyễn Thị Thu Hằng
Nguyễn Thị Thu Hằng (sinh năm 1968) là đại biểu Quốc hội Việt Nam khóa XIII, thuộc đoàn đại biểu Nam Định.

## Tiểu sử
Ngày sinh: 7/10/1968
Giới tính: Nữ
Dân tộc: Kinh
Tôn giáo: Không
Quê quán: Xã Cộng Hòa, huyện Vụ Bản, Nam Định
Trình độ chính trị: Cao cấp lý luận chính trị
Trình độ chuyên môn: Cử nhân kinh tế
Nghề nghiệp, chức vụ: Chánh văn phòng Sở Nông nghiệp và Phát triển nông thôn tỉnh Nam Định
Nơi làm việc: Sở Nông nghiệp và Phát triển nông thôn tỉnh Nam Định
Ngày vào đảng: 21/5/1996
Nơi ứng cử: Nam Định
Đại biểu Quốc hội khoá: XIII
Đại biểu chuyên trách: Không
Đại biểu Hội đồng Nhân dân: Không